# Спалити Хром (збірка оповідань)
«Спалити Хром» (1986) — збірка оповідань американо-канадського письменника-фантаста Вільяма Ґібсона.У збірці досліджується багато ідей і тем, які пізніше були переглянуті у найвідомішій трилогії Ґібсона «Кіберпростір».

## Зміст
Спалити Хром містить:
| Назва                          | Співавторство | Дата публікації | Видавець           |
| ------------------------------ | ------------- | --------------- | ------------------ |
| «Джонні Мнемонік (оповідання)» |               | Травень 1981    | Omni               |
| «Континуум Гернсбека»          |               | 1981            | Universe 11        |
| «Уламки голографічної троянди» |               | 1977            | Unearth 3          |
| «Доречні»                      | Джон Ширлі    | 1981            | Shadows 4          |
| «Глушина (оповідання)»         |               | Жовтень 1981    | Omni               |
| «Червона зоря, Зимова орбіта»  | Брюс Стерлінг | Липень 1983     | Omni               |
| Готель «Нью-Роуз»              |               | Липень 1984     | Omni               |
| «Зимовий ринок»                |               | Квітень 1986    | Vancouver Magazine |
| «Повітряний бій» (оповідання)  | Майкл Свонвік | Липень 1985     | Omni               |
| «Спалити Хром»                 |               | Липень 1982     | Omni               |

## Цікаві факти
- Деякі персонажі зустрічаються у найвідомішому роману Вільяма Ґібсона «Нейромант».
- У 2022 році була видана в Україні.